# Эбро
Э́бро (исп. Ebro, араг. Ebro, кат. Ebre, лат. Hiberus, др.-греч. Έβρος) — река на северо-востоке Пиренейского полуострова. Самая полноводная река Испании.

## Название
Река была известна древним грекам под именем Έβρος, римлянам — Iberus (Hiberus). Происхождение имени связывают с иберами — древним народом региона, предками современных басков. Иберия — римское название Испании. Также имя может происходить от слова ибар, в современном языке басков имеющем значение долина.

## Характеристика

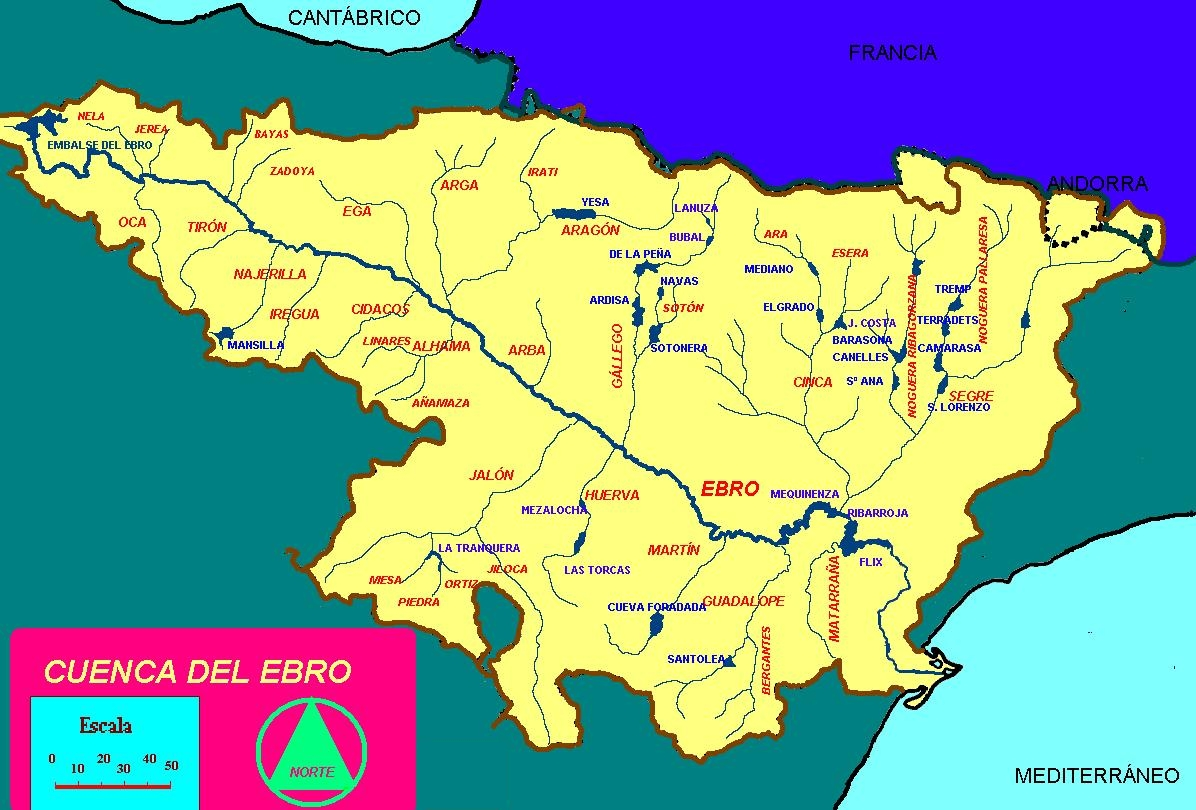
Бассейн реки Эбро

Река Эбро вытекает из Кантабрийских гор, пересекает Северокастильское плоскогорье, Арагонскую равнину и впадает в Средиземное море. Длина — 928 км, площадь водосборного бассейна — 86 800 км²; судоходство возможно лишь на незначительных расстояниях ниже Сарагосы; в виду этого, для обхода стремнин и мелей проведены параллельные течению Эбро каналы (Арагонский от Туделы до Сарагосы).
Притоки: правые — Арагон, Гальего, Сегре; левые — Ялон, Гвадалупа. В пределах Арагонской равнины от Эбро отходят оросительные каналы Арагонский и Таусте. Протекает через города Миранда-де-Эбро, Логроньо, Сарагоса, Тортоса. Средний расход воды в нижнем течении, у г. Тортоса, 618 м³/сек, максимальный — до 8 тыс. м³/сек.

## История

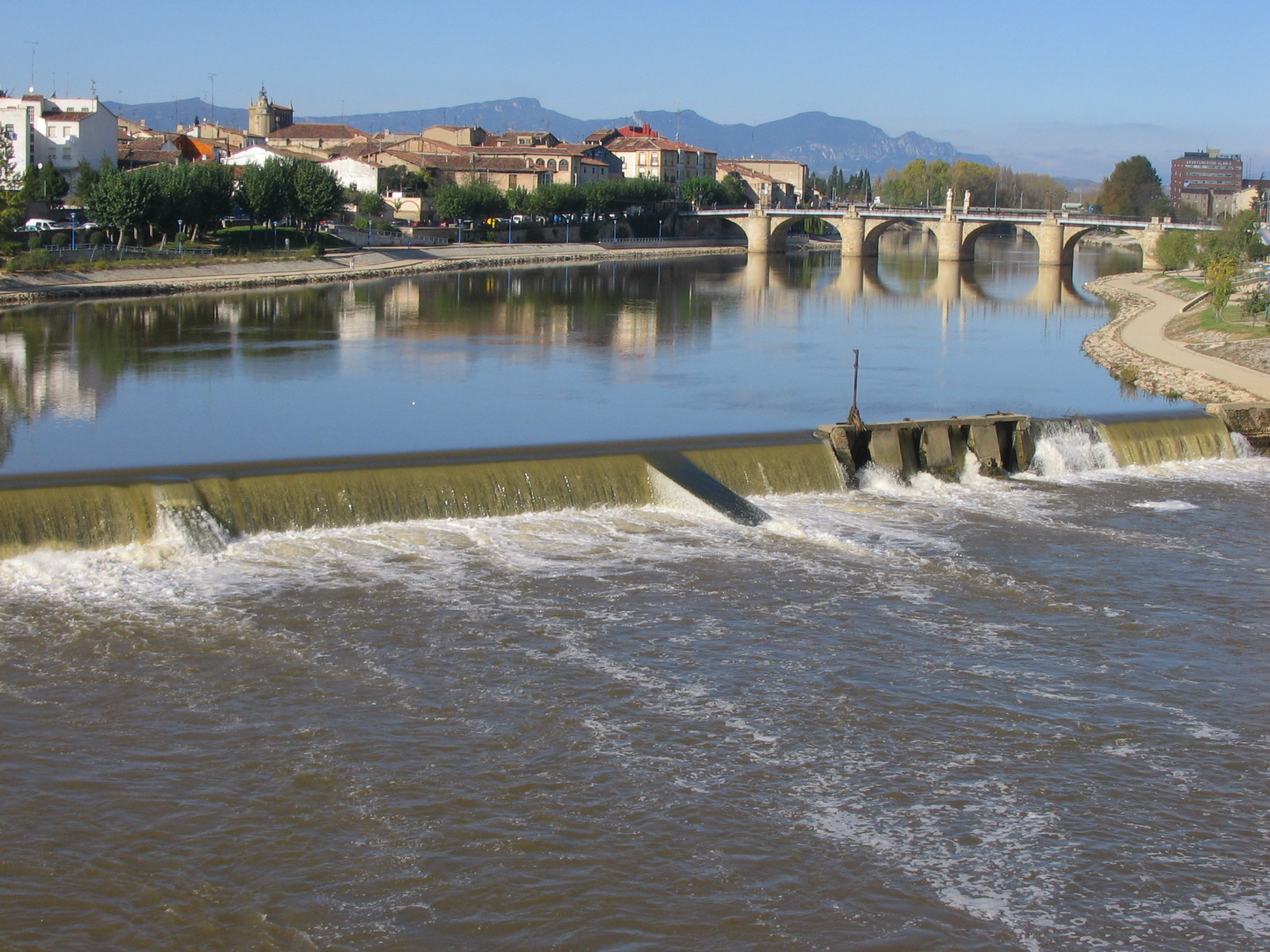
Эбро у города Миранда-де-Эбро

- На границе среднего/верхнего палеолита на северном берегу реки Эбро жили кроманьонцы, а на южном, в засушливых условиях, — последние неандертальцы. Эта ситуация получила название «граница Эбро»[3]
- В 217 году до нашей эры около устья реки Эбро состоялась морская битва, в которой карфагенский флот во главе с Гимильконом был разбит римской эскадрой под командованием Гнея Корнелия Сципиона, потеряв при этом 29 кораблей из сорока и окончательно отдав римлянам контроль над испанской прибережной акваторией.
- 25 июня — 16 ноября 1938 года — Состоялась битва на Эбро в ходе Гражданской войны в Испании, в ходе которой войска республиканцев потерпели сокрушительное поражение от националистов.